# Берг (Верхній Пфальц)
Берг (нім. Berg) — громада в Німеччині, розташована в землі Баварія. Підпорядковується адміністративному округу Верхній Пфальц. Входить до складу району Ноймаркт.
Площа — 65,14 км2. Населення становить 7938 ос. (станом на 31 грудня 2020).